# بخش کلات (پاکستان)

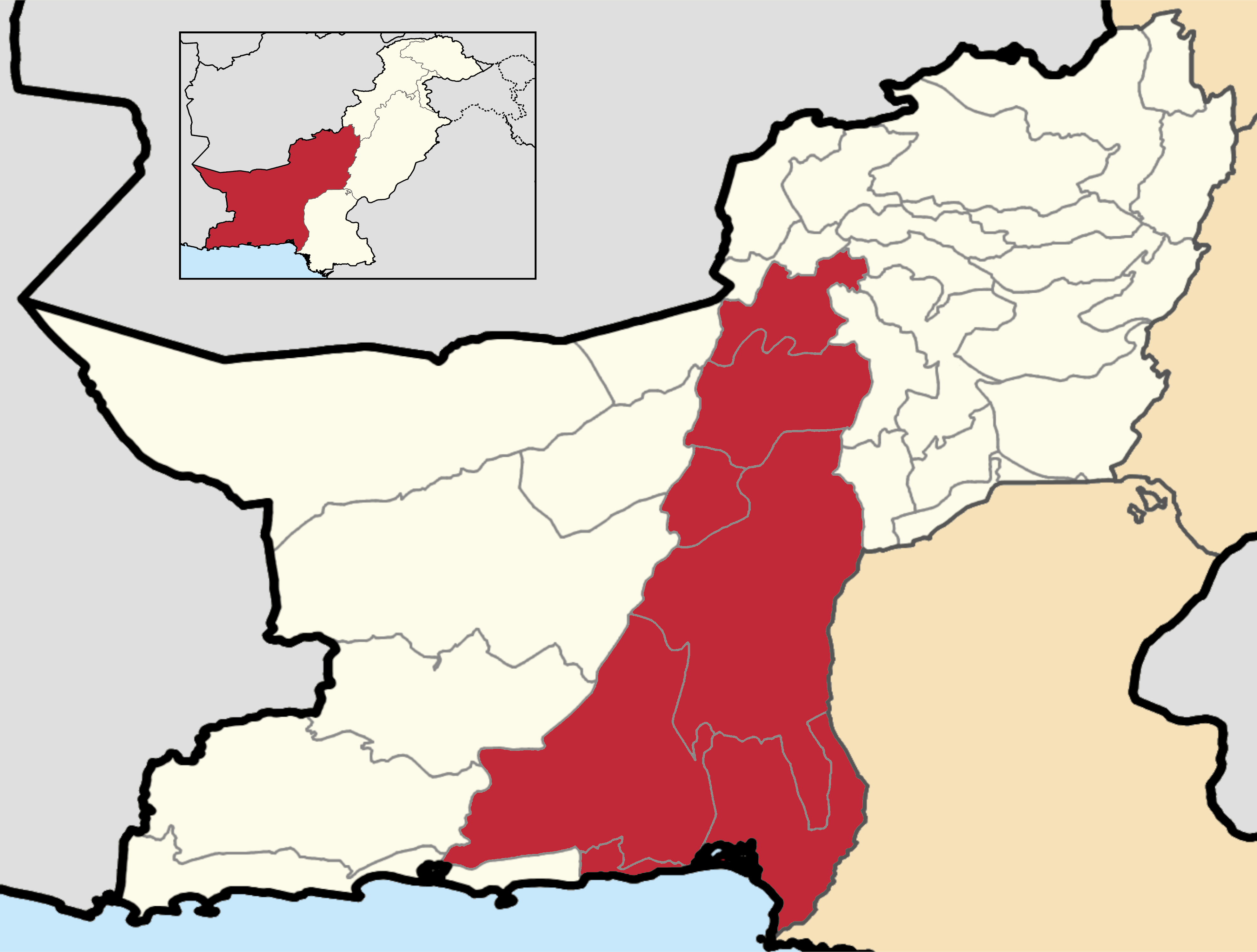
نمایی از نقشهٔ بخش کلات در کشور پاکستان - ۲۰۲۰

بخش کلات (انگلیسی: Kalat Division) یکی از بخش‌های پاکستان در ایالت بلوچستان بود که در اصلاحات انجام‌گرفته در سال ۲۰۰۰ ساختار بخش در پاکستان حذف گردید. اما در سال ۲۰۰۸ مجدداً بازگردانده شد. ناحیه‌های آن عبارت بودند از:
- ناحیه کلات
- ناحیه خاران
- شهرستان خضدار
- ناحیه لسبیله
- ناحیه مستونگ
- ناحیه شهید سکندرآباد
- ناحیه واشک
- شهرستان آواران